# Alexandr I. Obrenović
Alexandr I. Obrenović (14. srpna 1876, Bělehrad – 11. června 1903, Bělehrad, celým jménem: Aleksandar Obrenović, cyrilicí: Александар Обреновић) byl král Srbska v letech 1889–1903. Byl členem dynastie Obrenovićů. Za své vlády si počínal autoritativně, například neváhal zrušit nově přijatou ústavu. V roce 1903 byl spolu se svou ženou zabit při převratu provedeném důstojníky.

## Mládí
Budoucí král Alexandr se narodil 14. srpna 1876 v Bělehradě tehdejšímu srbskému knížeti Milanovi I. Obrenovićovi a jeho ženě Natálii Obrenović, jeho otec se o 6 let později v roce 1882 prohlásil srbským králem.
Sám Alexandr se stal králem v roce 1889, kdy na slavnostní recepci král Milan I. Obrenović (Alexandrův otec) poklekl před svým synem, za přítomnosti diplomatických zástupců země se vzdal titulu krále a složil slib nové hlavě státu. Za Alexandra však musela vládnout regentská rada, kterou zvolila národní skupština. V radě zasedali tři muži: Jovan Belimarković, Kosta Protić a Jovan Ristić.

## Vztah s Dragou Mašínovou
Po rozchodu krále Milana s královnou Natalijí v roce 1888 královna koupila palác Sašino v přímořském letovisku Biarritz ve Francii. Královna Natalija do paláce pozvala i Dragu Mašínovou, kterou učinila dvorní dámou. Mladý král Aleksandar navštívil Biarritz v březnu 1895, tehdy Draga pečovala o tamní pláže. Láska Dragy a Aleksandra se zrodila právě na tom místě, kde podle kronik Draga zachránila králův život, když se topil. V Biarritzu se začali scházet. Královna Natalija nebyla proti jejich schůzkám, jelikož si přála, aby byl její syn společensky připraven na sňatek s nevěstou z významného královského rodu. Láska Aleksandara a Dragy ale předčila představy královských rodičů. Draga Mašínová zůstala ve službě u královny Natalije až do roku 1897, kdy se vrátila do Bělehradu.

### Svatba Alexandra I. s Dragou

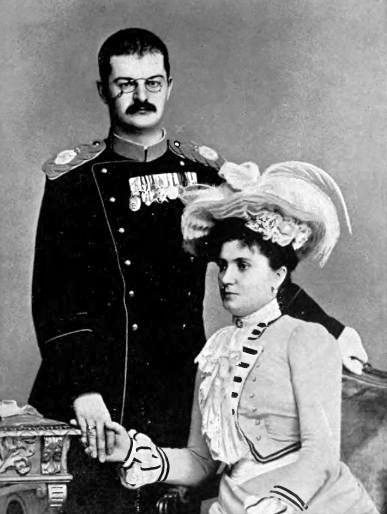
Svatební fotografie krále Alexandra a královny Dragy

V době, kdy král Milan stále vládl zemi, byla vytvořena nová vláda v čele s Dr. Vladanem Đorđevićem. Dalším úkolem poté, co Đorđević jmenoval ministry, bylo najít ženu, která by byla hodna mladého krále. Král Milan navrhl německou princeznu Schaumburg-Lippe, která byla dcerou přítele krále Milana. V Bělehradě se už vědělo o lásce Aleksandra a Dragy. Ta často přijímala pozvání k účasti na důležitých událostech, kde společnost oceňovala její taktnost, vznešenost, krásu, intelekt i zdrženlivost. Král Milan v roce 1889 abdikoval a předal vládu svému synovi Aleksandrovi a ještě nějaký čas zůstal v Srbsku. Za krále Alexandra dočasně vládla jako regent jeho matka.
Celým Srbskem se roznesla zpráva, že král Aleksandar požádal 8. června 1900 o ruku Dragu Lunjevicu-Mašínovou, vnučku Nikoly Lunjevici, bojovníka za osvobození Srbska. Patriarchální Bělehrad nebyl schopen přijmout, že by novou královnou měla být žena, která je o 15 let starší než král a navíc je vdovou. Zejména ministr George Genčić byl zásadně proti a v policejním archívu objevil 12 dokumentů o údajných Dražiných milencích v době, kdy byla s královou matkou Natalijí Obrenovićovou v Rusku, a o tom, že byla nevěstkou a že je kvůli následkům venerické choroby neplodná.
Proti jejich manželství byl též král Milan, který na znamení protestu opustil Srbsko. Odcestoval do Bukurešti a později do Vídně, kde následujícího roku zemřel. Vedle plánovaného sňatku byla příčinou milost, kterou král Aleksandar udělil radikálům, kteří připravovali atentát na krále Milana. Aleksandar oznámil, že manželství je naplánováno na 23. července 1900, a pozval své poddané, aby viděli, že královnou bude pravá Srbka a nikoliv cizí princezna, jak si představovali někteří politici. Vláda kvůli královu rozhodnutí rezignovala a ministr zahraničních věcí Andra Đorđević přesvědčil bělehradského metropolitu, aby nežehnal mladému králi.
Mladý král chtěl, aby mu bělehradský metropolita požehnal za to, že si bere pravou Srbku, což ale metropolita odmítl. Král následně pohrozil abdikací a odchodem s Dragou do Biarritzu, čímž by země přišla o panovníka. Metropolita následně souhlasil, takže se v Bělehradě mohl konat sňatek královského páru. Mezi hosty, kteří přijali pozvání, byl i ruský car Mikuláš II.
V den svatby stáli před domem Dragy Mašínové tisíce občanů. Průvod vedl až ke katedrále, kde se konala svatba. Kněží už od ranních hodinu připravovali ikony a svíce. Král Aleksandar si kvůli svatebnímu obřadu oblékl vojenskou uniformu s epoletami a vyznamenáními, Draga Mašín byla oblečena do bílých krajkových svatebních šatů a měla briliantovou čelenku. Svatební obřad vedli dva metropolité, biskup a dvacet šest kněží. Čestný doprovod tvořili důstojníci srbské armády, mezi nimi i Dragutin Dimitrijević Apis s hodností kapitána.
Král pak pronesl slavnostní projev, ve kterém uvedl, že od toho dne přestává těsná vazba na Rakousko-Uhersko, která byla dílem krále Milana, a že do Srbska přichází mír a prosperita. Nicméně královna Natalija se pak ve veřejném dopise zřekla svého syna a král Milan prohlásil, že nevkročí do Srbska, ve kterém vládne jeho syn se ženou, která je o tolik starší než on.

### Královna Draga Obrenović
Necelý rok od svatby královského páru 8. května 1901 král Aleksandar oznámil, že královna Draga je těhotná a že se Srbsko dočká následníka trůnu. Tehdy Draga pobývala v královském letohrádku ve Smederevu, kde její těhotenství potvrdili lékaři z Paříže. Na oslavu šťastné zprávy král Aleksandar propustil všechny politické vězně včetně těch, kteří byli proti jejich manželství. Navíc uspořádal ples, kterého se zúčastnilo 800 hostů. Draga v té době psala autobiografické dílo Ja Draga.
Ruský car Mikuláš II. daroval budoucím rodičům zlatou kolébku pro budoucího nástupce. Radost ale králi Aleksandarovi pokazila zpráva, že jeho otec ve Vídni zemřel. Král Aleksandar poslal na pohřeb své zástupce, v Bělehradě konal na počest svého otce mši. Další špatnou zprávu přinesl doktor Sněgirev. Toho společně s profesorem Gubarevem vyslal do Srbska v roce 1901 car Mikuláš, aby Dragu vyšetřili. Sněgirev prohlásil, že Draga nikdy nebyla těhotná. Král Aleksandar chtěl po té zprávě gynekologa pečujícího o Dragu odsoudit k smrti, protože se domníval, že ukončil Dragino těhotenství.
Jako pozornost k truchlící manželce přikázal král 23. března přejmenovat 4. jezdecký pluk krále Milana na Jezdecký pluk královny Dragy. Pár se společně vrátil do Bělehradu, ale královna Draga se od té doby netěšila velké oblibě u svého národa.
Přestěhovali se do starého královského paláce, kde jednu místnost uspořádala podle svého vkusu s řadou předmětů z Francie a Švýcarska. Měla svojí komornou, služku, švadlenu a návrhářku a často se účastnila plesů a recepcí. Začala být znovu aktivní v klubu spisovatelů, poskytovala stipendia mladým autorům, vedla dětský sirotčinec a zavedla spoření u dvora. Ocenila Branislava Nušiće, kterého jmenovala ředitelem národního divadla, a Jovanu Skerlićovi platila studium v Ženevě. Navíc financovala i Zmajevův list Neven a výstavbu pomníku Vojislava Iliće.
Krále v té době zaměstnávaly politické problémy v zemi. Měnil složení vlády podle svého uvážení. Kromě toho, že v hlavách mladých důstojníků se rodily myšlenky na spiknutí, první veřejný protest proti královi Aleksandrovi a královně Draze se uskutečnil 23. března 1902, kdy do ulic vyšli socialisté Dimitrije Tucoviće a Ljubomira Jovanoviće, protože vláda Dimitrije Cincar-Markoviće zakázala marxistické seskupení. Demonstranti přišli do Terazije, kde chtěli obsadit královský dům. Došlo ke střetu s četnictvem, který si vyžádal dvě oběti mezi protestujícími.
Královna Draga začala být nespokojená. Navrhla královi, že odejde z jeho života, aby se mohl oženit se ženou, která mu porodí dědice, ale král s takovým návrhem nesouhlasil a chtěl, aby Draga zůstala s ním.

## Převrat a zavraždění srbské královské rodiny
Vládnoucí dynastie Obrenovićů skončila neslavně a královská rodina byla nakonec roku 1903 vzbouřenci z tajné vojenské důstojnické organizace vyvražděna.
Z obecného hnutí odporu se zformovala skupina, která naplánovala atentát na panovnický pár. Záminkou se stalo zabití srbského policisty opilým bratrem královny Dragy Nikolou Lunjevicou u Smedereva. Atentát proběhl v noci na 11. června 1903. Po večeři u královniných příbuzných se král i královna vrátili do paláce a usnuli. Deset minut po půlnoci vojáci vnikli do ložnice, ale ta byla prázdná. Na toaletním stolku našli Dragin oblíbený román „La trahison“, otevřený na 80. straně.
Vojáci prohledali celý zámek, ale krále ani královnu nenalezli. Našli ale Dražiny bratry Nikolu a Nikodije a odvedli je před zámek, kde byli z rozkazu plukovníka Alexandra Mašína, který dávno podezříval královnu z podílu na smrti svého bratra a přidal se proto ke spiklencům, zastřeleni. Dražiny sestry Ana, Vojka a Hristina byly odvlečeny na železniční stanici a poslány do Mnichova.
Lazu Petrović se snažil zjistit, kde se král a královna skryli. U královské ložnice se kromě Petroviće sešli ještě poručík Đorđe Ristić, podporučík Velimir Vemić a kapitán Ilija Radivojević. Podporučík Vemić pak našel dveře do tajného pokoje. Nakonec byli král a královna objeveni za těmito tajnými dveřmi, objímajíce ze strachu jeden druhého.
Kapitán Mihailo Ristić usmrtil krále a poté i královnu, která se svým tělem snažila krále bránit. Jejich těla byla zmasakrována dalšími střelami z revolveru a šavlemi a nakonec byla vyhozena z okna na nádvoří, odkud byla odvlečena do místnosti v přízemí. Tam je připravili k pohřbu, který se konal následující noc v kostele svatého Marka. Vražda se stala v 3 hodiny a 50 minut ráno.
Těla krále i královny byla umístěna do mosazných rakví a v největší tajnosti odvezena na starý bělehradský hřbitov. Kočáry přijely po půlnoci ke kostelu svatého Marka, obklopeny vojáky. Těla krále a královny byla uložena společně do hrobu královy babičky Anky Obrenović, která společně s knížetem Mihailem zahynula u Košutnjaku 29. května 1868. Po německém obsazení Bělehradu během první světové války v říjnu 1915 Mackensenovi vojáci u jejich hrobů vybudovali pomníky, ale ty byly po válce odstraněny.
Po převratu se již potřetí na srbský trůn vrátili Karađorđevićové, reprezentováni nyní králem Petrem I. Ten žil téměř celý život po vyhnání svého otce Alexandra ve francouzském exilu.